# وزير أباد واترورك
وزير أباد واترورك (بالإنجليزية: Vazirabad Waterworks)‏ هي منطقة سكنية تقع في أصفهان في إيران. يقدر عدد سكانها بـ 13 نسمة .